# Mossack Fonseca
Mossack Fonseca & Co. var en panamansk advokatbyrå som ägnade sig åt företagstjänster. Mossack Fonseca uppmärksammades i internationella massmedier i april 2016, då Panamadokumenten offentliggjordes. Dessa avslöjade att firman inrättat brevlådeföretag åt prominenta personer inom politik, finans, sport och nöje.
Firman hade över 40 kontor över hela världen.